# Ачинское военное авиационно-техническое училище
Ачинское военное авиационно-техническое училище имени 60-летия ВЛКСМ (сокр. АВАТУ) — среднее военное учебное заведение, осуществлявшее обучение технического персонала для Военно-воздушных сил СССР и РФ.

## Краткая история
Училище было сформировано 25 декабря 1947 года как Ачинская военная авиационная школа механиков дальней авиации. Первым начальником школы был назначен полковник Федор Савельевич Чумак.
Первый учебный год начался 1 ноября 1948 года, а 17 ноября 1948 года Школе было вручено Красное знамя.
В Школе велась подготовка младших авиационных специалистов по трем профилям обучения: эксплуатация самолетов и моторов, эксплуатация стрелково-пушечного вооружения, эксплуатация бомбардировочного вооружения и прицелов, со сроком обучения — один год.
В 1950 году был произведён первый набор 200 курсантов для обучения по профилю «техник авиационный».
25 июня 1951 года Школа была преобразована в Ачинское военное авиационно-техническое училище дальней авиации.
В июле 1953 года состоялся первый выпуск офицеров-техников.
29 октября 1978 года приказом Министра обороны СССР, в ознаменование 60-летия Ленинского комсомола и учитывая многолетнее шефство комсомола над Военно-Воздушными Силами, за высокие показатели, достигнутые в социалистическом соревновании в честь юбилея комсомола, училищу было присвоено имя «60-летия ВЛКСМ», а комсомольская организация награждена переходящим Знаменем ЦК ВЛКСМ.

### Обучение
Продолжительность срока обучения в АВАТУ была три года.
Граждане (мужского пола, годные к военной службе) поступали в училище на общих основаниях, через вступительные экзамены. В процессе обучения курсанты находились на казарменном положении, на них распространялись все требования воинских уставов Союза ССР.
Обучение велось по четырём основным специальностям:
- самолет и двигатель;
- авиационное вооружение;
- авиационное оборудование;
- приборное оборудование.

По окончании срока обучения курсантам выдавался диплом союзного образца и присваивалось первичное воинское звание «лейтенант», с направлением к дальнейшему месту службы согласно распределения.
В разное время в училище готовили на самолёты: Ту-4 (Б-25), МиГ-15, МиГ-17, МиГ-23, МиГ-27, Ил-28, Ту-16, Ту-22Р/К, Ту-22М/М2/М3.

## Начальники училища
- 1947—1952 гг. — полковник (генерал-майор) Федор Савельевич Чумак
- 1952—1969 гг. — генерал-майор-инженер Иван Трофимович Редька
- 1969—1975 гг. — генерал-майор-инженер Павел Трофимович Поздняк
- 1975—1981 гг. — генерал-майор-инженер Александр Игнатьевич Лавренчук
- 1981—1985 гг. — генерал-майор авиации Борис Васильевич Петров
- 1985—1996 гг. — генерал-майор авиации Владимир Павлович Барабаш
- 1996-до конца — генерал-майор авиации Валентин Елизарович Лесков